# Omas
El pueblo de Omas es la capital del Distrito de Omas, Provincia de Yauyos, Departamento de Lima, Perú.

## Ubicación
Se sitúa a 1549 m s. n. m. en el km 52 de la via LM-124 que parte de la Panamericana Sur (PE-1S) a la altura del km 100 y sube paralelo al río Omas, pasando por los pueblos de Asia, Coayllo (km 18), Cata, Esquina de Omas llegas a Omas. Luego continúa a San Pedro de Pilas (km 70), el abra Tres Cruces (3653 msnm), Huampara, Quinches y finalmente Huañec.

## Historia
Los coayllo pudieron ser el pueblo que habitó este lugar antes de la llegada de los incas. Estos habrían llegado en torno al siglo XV, como parte de una serie de conquistas.

## Demografía
Según el censo de 2007, Omas cuenta con 174 viviendas.

## Patrimonio
Al lado del camino se sitúa el sitio arqueológico de Uquira, que se encuentra en buen estado de conservación.